# Čabdin
Čabdin je naselje na Hrvaškem, ki upravno spada pod mesto Jastrebarsko Zagrebške županije.

## História
Osada bola prvýkrát spomenutá ako statok v roku 1249 ako "terra Chebden". V roku 1783 sa objavil na mape prvého vojenského prieskumu ako "Dorf Cserdin". Patrí do farnosti sv. Mikuláša v JASC. Obec mala v rokoch 1857 a 194 v roku 1910 127 obyvateľov. Pred Trianon patril do okresu Jaskai v Zagrebačkej župe. V roku 2001 mala 172 obyvateľov.

## Demografija
| Pregled števila prebivalcev po letih | Pregled števila prebivalcev po letih | Pregled števila prebivalcev po letih | Pregled števila prebivalcev po letih | Pregled števila prebivalcev po letih | Pregled števila prebivalcev po letih | Pregled števila prebivalcev po letih | Pregled števila prebivalcev po letih | Pregled števila prebivalcev po letih | Pregled števila prebivalcev po letih | Pregled števila prebivalcev po letih | Pregled števila prebivalcev po letih | Pregled števila prebivalcev po letih | Pregled števila prebivalcev po letih | Pregled števila prebivalcev po letih |
| ------------------------------------ | ------------------------------------ | ------------------------------------ | ------------------------------------ | ------------------------------------ | ------------------------------------ | ------------------------------------ | ------------------------------------ | ------------------------------------ | ------------------------------------ | ------------------------------------ | ------------------------------------ | ------------------------------------ | ------------------------------------ | ------------------------------------ |
| 1857                                 | 1869                                 | 1880                                 | 1890                                 | 1900                                 | 1910                                 | 1921                                 | 1931                                 | 1948                                 | 1953                                 | 1961                                 | 1971                                 | 1981                                 | 1991                                 | 2001                                 |
| 127                                  | 143                                  | 153                                  | 185                                  | 159                                  | 194                                  | 201                                  | 199                                  | 175                                  | 165                                  | 167                                  | 145                                  | 164                                  | 173                                  | 170                                  |

1. ↑  - Republika Hrvatska - Državni zavod za statistiku: Naselja i stanovništvo Republike Hrvatske 1857.-2001.